# Sentido (biologia molecular)
Em biologia molecular e genética, o sentido é um conceito usado para comparar a polaridade das moléculas de ácido nucleico, como o ADN ou ARN, com outras moléculas de ácido nucleico. Dependendo do contexto dentro da biologia molecular, o sentido pode ter significados ligeiramente diferentes.

## Sentido no ADN
Os biólogos moleculares designam uma fita de ADN como tendo "sentido positivo (+)" no caso de uma versão ARN da mesma sequência estar traduzida ou poder ser traduzida para uma proteína. A sua fita complementar designa-se "anti-sentido", ou "sentido negativo (-)".